# Japón en los Juegos Olímpicos de Albertville 1992
Japón estuvo representado en los Juegos Olímpicos de Albertville 1992 por un total de 60 deportistas que compitieron en 11 deportes.  
El portador de la bandera en la ceremonia de apertura fue el patinador de velocidad en pista corta Tsutomu Kawasaki.

## Medallistas
El equipo olímpico japonés obtuvo las siguientes medallas:
| Nombre                                                              | Deporte                              | Competición      |
| ------------------------------------------------------------------- | ------------------------------------ | ---------------- |
| Oro                                                                 |                                      |                  |
| Reiichi Mikata Takanori Kono Kenji Ogiwara                          | Combinada nórdica                    | Equipo M         |
| Plata                                                               |                                      |                  |
| Midori Ito                                                          | Patinaje artístico                   | Individual F     |
| Toshiyuki Kuroiwa                                                   | Patinaje de velocidad                | 500 m M          |
| Bronce                                                              |                                      |                  |
| Junichi Inoue                                                       | Patinaje de velocidad                | 500 m M          |
| Yukinori Miyabe                                                     | Patinaje de velocidad                | 1000 m M         |
| Seiko Hashimoto                                                     | Patinaje de velocidad                | 1500 m F         |
| Yuichi Akasaka Tatsuyoshi Ishihara Toshinobu Kawai Tsutomu Kawasaki | Patinaje de velocidad en pista corta | 5000 m relevos M |